# Gmina Lis
Gmina Lis (alb. Komuna Lis) – gmina  położona w środkowej części Albanii. Administracyjnie należy do okręgu Mat w obwodzie Dibra. W 2011 roku populacja gminy wynosiła 3824 w tym 1876 kobiet oraz 1948 mężczyzn, z czego Albańczycy stanowili 96,05% mieszkańców.
W skład gminy wchodzi siedem miejscowości: Lis, Vinjolli, Gjallishi, Burgajeti, Zenishti, Shoshajt, Mallunxa.